# Allison v. ExxonMobil Corp.
L'affaire des fuites de carburants de Jacksonville dans le Maryland, aussi appelée Allison v. ExxonMobil Corp. est une série de poursuites contre le groupe pétrolier ExxonMobil, à la suite d'une fuite souterraine de carburant d'une station-service ExxonMobil en février 2006 à Jacksonville, dans le Maryland.

## Antécédents
En février 2006, près de 98 400 litres de carburants s'échappent d'une station ExxonMobil de Jacksonville, dans le Maryland, sur une période de 37 jours. Près de 300 plaignants ont par la suite intenté des poursuites pour plus d'un milliard de dollars, du fait de la contamination de leurs puits, de la perte de valeur de leurs biens, ainsi que de dommages physiques et mentaux. L'affaire a mis en lumière le méthyl tert-butyl éther (MTBE), un additif inclus dans l'essence et connu pour causer le cancer chez les rats de laboratoire. De plus, les poursuites mentionnaient des fraudes de la part d'ExxonMobil, une accusation éligible à des dommages-intérêts punitifs en cas de condamnation.
En juillet 2011, les plaignants Angelos obtiennent la condamnation du groupe, à hauteur d'un demi-milliard de dollars américains en dommages-intérêts compensatoires et 1,5 milliard de dollars supplémentaires en dommages-intérêts punitifs pour fraude. Exxon avait effectivement promis d'installer une «baignoire» pour capter les fuites de carburant, mais n'a jamais mis en place le revêtement de cette «baignoire» . Exxon a eu connaissance de la fuite mais a d'abord affirmé au public que la station était « fermée pour rénovation » plutôt que de divulguer le problème. Le groupe fait appel de cette décision. Le 26 février 2013, la Cour d'appel du Maryland rejette une grande partie des dommages-intérêts, notamment l'ensemble des dommages-intérêts punitifs et une partie des dommages-intérêts compensatoires. Le tribunal a également jugé que de nouveaux procès étaient nécessaires dans cette affaire.

## Condamnations
- En mars 2009, un jury du comté de Baltimore, dans le Maryland, accorde aux quelque 300 plaignants 150 millions de dollars américains[3],[4]. Parmi les compensations, des montants de 300 000 $ à 1 000 000 $ pour la valeur de leurs maisons, 4 000 à 500 000 $ pour les frais médicaux, et une moyenne de 1 million de dollars pour le stress émotionnel. Le suivi médical permettra de tester annuellement quatre types de cancer. La Cour d'appel du Maryland a rejeté une grande partie des dommages et intérêts accordés et ordonne un nouveau procès[2],
- ExxonMobil fait appel du montant de l'indemnité à verser, affirmant que la valeur élevée de l'indemnité est incompatible avec la valeur réelle des dommages causés par le déversement, et reflète davantage une manière détournée d'attribuer des dommages-intérêts punitifs,
- En 2008, ExxonMobil s'est arrangé avec l'État du Maryland pour verser 4 millions de dollars afin de couvrir les coûts de nettoyage[3], avec une amende supplémentaire possible de 1 million de dollars s'ils ne respectaient pas le calendrier de nettoyage. ExxonMobil déclare avoir dépensé finalement plus de 38 millions de dollars américains pour les efforts de nettoyage.